# Transformers: Robots in Disguise (serie animata 2000)
Transformers: Robots in Disguise, conosciuto originariamente in Giappone come Transformer - Car Robot (トランスフォーマー カーロボット?, Toransufōmā Kārobotto), è una serie anime del 2000, mandata in onda in Italia dal 2 dicembre 2002 su Fox Kids e sulle televisioni locali e pubblicata in DVD dalla Stormovie.

## Trama
La serie inizia con il malvagio Megatron e il suo gruppo dei Predacon che attaccano la grande città di Metro City per rapire il dottor Kenneth Onishi e capire dalla sua mente superiore l'ubicazione della Fortezza Maximus, antica e misteriosa arma Cybertroniana nascosta sul pianeta Terra. Ma a sua insaputa gli Autorobot, guidati dal saggio ed eroico Optimus Prime, sono già lì da tempo in attesa di un loro attacco. Il giovane figlio del dottor Onishi, Koji, finisce per allearsi con gli Autorobot molto presto.
Lord Megatron scopre, grazie all'analisi della brillante mente del famoso scienziato, l'ubicazione delle misteriose Componenti O. Inizia così una caccia al tesoro in giro per il mondo tra gli Autorobot e i Predacon per recuperarle tutte. Come ulteriore rinforzo, Megatron ritrova delle protoforme Autorobot inattive dentro a un'astronave schiantata e le riprogramma creando così i Decepticon, guidati da Scourge. Scourge è involontariamente un clone malvagio di Optimus Prime, in quanto quest'ultimo è stato accidentalmente scansionato dalla sua protoforma insieme alla sua modalità veicolo.
In seguito arriva sulla Terra anche Ultra Magnus, il fratello di Optimus Prime: inizialmente attacca anche Optimus stesso in preda all'invidia, dato che Optimus è stato scelto da Vector Sigma come possessore della Matrice del Comando e lui no. Ben presto i due fratelli risolvono le divergenze e finiscono per condividere il potere della Matrice, ottenendo l'abilità di fondersi in Omega Prime e donando il potere della Supercarica ai Fratelli Autorobot.
Temendo che Scourge possa rubargli il posto, il secondo in comando di Megatron, Sky-Byte cerca di usare il dottor Onishi per ottenere informazioni sulla posizione delle ultime Componenti O, ma finisce accidentalmente per liberarlo, permettendogli di dare tali informazioni agli Autorobot. Ritrovata la Fortezza Maximus e unite le Componenti O, gli Autorobot ottengono le coordinate per la Sfera di Sigma, chiave necessaria per risvegliare Cerebros, il guardiano di Maximus e chiave per riattivarlo. Durante lo scontro per mettere le mani sulla Sfera Megatron cade in una trappola e rimane chiuso nel tempio mentre crolla: Scourge lo lascia lì per prendere il suo posto da comandante, ma Megatron riesce a liberarsi assorbendo l'energia degli altri Predacon e diventando così nella nuova forma più potente di quella precedente: Galvatron.
Scourge riesce a mettere le mani su Cerebros e a fargli prendere il controllo della Fortezza Maximus facendola trasformare in robot, ma ben presto viene fuori che risponde solamente ai comandi degli Autorobot e degli esseri umani (in particolar modo dei bambini) e solo per compiere buone azioni.
Galvatron lancia ben presto la sua battaglia finale: dopo aver ricalibrato le scintille di Scourge e gli altri Decepticon per assicurarsi che obbediscano ciecamente a lui, dopodiché lancia uno sciame di pipistrelli robot per controllare le menti dei poveri bambini innocenti (tutti compreso Koji) in modo da avere indirettamente controllo sulla Fortezza Maximus di conseguenza. Ne consegue uno scontro all'ultimo sangue tra gli Autorobot, i Predacon e i Decepticon, che si conclude con un epico scontro finale tra Omega Prime e Galvatron al centro della Terra: dopo che Galvatron richiama a sé i pipistrelli robot per assorbire la grande forza vitale dei bambini colpiti, questi sono tutti liberi e ricaricano la Fortezza Maximus, che passa parte della sua energia a Omega Prime che si condensa nella forma dell'Alabarda Spaziale, grazie alla quale sconfigge definitivamente il malvagio Galvatron una volta per tutte. Dopo un breve periodo in cui sembra che Omega Prime sia rimasto tristemente chiuso al centro della Terra per sempre, viene fuori che dall'ultimo scontro sferrato a Galvatron ha ricavato abbastanza energia per aprire il Ponte Spaziale e liberarsi. L'epilogo mostra come Optimus Prime e gli altri Autorobot continuino a sorvegliare il pianeta Terra e di aiutare il loro caro amico Koji mentre Galvatron, Scourge e il resto dei Predacon e dei Decepticon sono stati mandati in esilio da Ultra Magnus in una prigione di asteroidi per molto tempo, tutti tranne Sky-Byte, che è riuscito a salvarsi per miracolo, e vive felice e spensierato nel mare da solo.

## Personaggi

### Personaggi principali

#### Autorobot
- Omega Prime: 
  - Optimus Prime:
  - Ultra Magnus:
- T-AI (Tactical Artificial Intelligence):
- Side Burn:
- X-Brawn:
- Prowl:
- Railspike:
- Rapid Run:
- Midnight Express:
- Rail Racer:
- Hot Shot:
- R.E.V.:
- Crosswise:
- W.A.R.S.:
- Ironhide:
- Mirage:
- Wedge:
- Heavy Load:
- Hightower:
- Grimlock:
- Landfill:
- Skid-Z:
- Tow-Line:
- Fortezza Maximus:

#### Umani
- Koji Onishi:
- Il dottor Kenneth Onishi:
- Kelly:
- Carl:
- Jenny:
- Kiko Onishi:
- Il dottor Akase:
- La dottoressa Bridget:
- Dorie Dutton:

### Antagonisti

#### Predacon
- Megatron / Galvatron:
- Sky Byte:
- Slapper:
- Gas Skunk:
- Dark Scream:

#### Decepticons
- Scourge:
- Mega-Ottano:
- Armorhide:
- Movor:
- Rollbar:
- Ro-Tor:
- Ruination:

## Episodi
| Nº | Titolo italiano Giapponese - Inglese                                                        | In onda           | In onda  |
| Nº | Titolo italiano Giapponese - Inglese                                                        | Giapponese        | Italiano |
| 1  | Protocollo di combattimento 「初出動! ファイヤーコンボイ」 – "Battle Protocol!"             | 5 aprile 2000     | 2002     |
| 2  | Avventura esplosiva 「高速バトル! ゲルシャーク」 – "An Explosive Situation"                 | 12 aprile 2000    | 2002     |
| 3  | Scambio pericoloso 「合体せよ! 新幹線ロボ」 – "Bullet Train to the Rescue"                  | 19 aprile 2000    | 2002     |
| 4  | Arrivano gli Spychangers 「忍者ロボ! スパイチェンジャー参上」 – "Spychangers to the Rescue" | 26 aprile 2000    | 2002     |
| 5  | Caccia alla piramide nera 「決死のジャンプ! マッハアラート」 – "The Hunt for Black Pyramid" | 3 maggio 2000     | 2002     |
| 6  | Il mistero delle antiche rovine 「ギガトロンの襲撃!」 – "The Secret of the Ruins"           | 10 maggio 2000    | 2002     |
| 7  | L'ossessione di Sideburn 「スピードブレイカーの危機!」 – "Sideburn's Obsession"             | 17 maggio 2000    | 2002     |
| 8  | L'arma segreta 「謎の兵器! D5」 – "Secret Weapon: D-5"                                      | 24 maggio 2000    | 2002     |
| 9  | Il tradimento di Mirage 「カウンターアローの裏切り!?」 – "Mirage's Betrayal"                | 31 maggio 2000    | 2002     |
| 10 | La scelta di Skid 「爆走! インディーヒート!!」 – "Skid Z's Choice"                          | 7 giugno 2000     | 2002     |
| 11 | Tow-Line impazzisce 「駐車違反だ! レッカーフック」 – "Tow-Line Goes Haywire"                | 14 giugno 2000    | 2002     |
| 12 | L'ultimo guerriero robot 「究極! 大仏トランスフォーマー」 – "The Ultimate Robot Warrior"    | 21 giugno 2000    | 2002     |
| 13 | Speranza per il futuro 「ギガトロンの野望を暴け!」 – "Hope for the Future"                  | 28 giugno 2000    | 2002     |
| 14 | I Decepticons 「敵? 味方!? ブラックコンボイ」 – "The Decepticons"                           | 5 luglio 2000     | 2002     |
| 15 | Attacco alla diga 「5体合体! バルディガス」 – "Commandos"                                   | 12 luglio 2000    | 2002     |
| 16 | Il vulcano 「対決! ふたりのコンボイ!」 – "Volcano"                                          | 19 luglio 2000    | 2002     |
| 17 | Attacco dallo spazio 「宇宙から狙え! シャトラー!!」 – "Attack from Outer Space"             | 26 luglio 2000    | 2002     |
| 18 | Il test 「正義に目覚めよ! ブラックコンボイ」 – "The Test"                                   | 2 agosto 2000     | 2002     |
| 19 | Il test della personalità 「秘密作戦! ゲルシャーク」 – "The Fish Test"                      | 9 agosto 2000     | 2002     |
| 20 | L'ira funesta 「熱血戦士! ビルドマスター」 – "Wedge's Short Fuse"                           | 16 agosto 2000    | 2002     |
| 21 | Il sabotaggio del ponte spaziale 「四体合体! ビルドキング」 – "Landfill"                    | 23 agosto 2000    | 2002     |
| 22 | Sky-Byte eroe per un giorno 「正義の味方? ゲルシャーク」 – "Sky-Byte Saves the Day"         | 30 agosto 2000    | 2002     |
| 23 | La vendetta dei Decepticons 「狙われたビルドマスター」 – "A Test of Metal"                  | 6 settembre 2000  | 2002     |
| 24 | Ultra Magnus 「登場! ゴッドマグナス」 – "Ultra Magnus"                                      | 13 settembre 2000 | 2002     |
| 25 | Fusione forzata 「強制合体! ゴッドファイヤーコンボイ」 – "Ultra Magnus: Forced Fusion!"     | 20 settembre 2000 | 2002     |
| 26 | Insegnamenti dal passato 「集結せよ! 新戦士たち」 – "Lessons of the Past"                   | 27 settembre 2000 | 2002     |
| 27 | Doppio gioco 「絶体絶命! カーロボ3兄弟」 – "The Two Faces of Ultra Magnus"                  | 4 ottobre 2000    | 2002     |
| 28 | Energia da bruciare 「発動! ダブルマトリクス」 – "Power to Burn!"                           | 11 ottobre 2000   | 2002     |
| 29 | La super fortezza 「浮上! サイバトロンシティ」 – "Fortress Maximus"                         | 18 ottobre 2000   | 2002     |
| 30 | Il desiderio di Koji si avvera 「JRX 対 バルディガス」 – "Koji Gets His Wish"               | 25 ottobre 2000   | 2002     |
| 31 | Una sfida tra amici 「ゲルシャークの罠」 – "A Friendly Contest"                             | 1º novembre 2000  | 2002     |
| 32 | Pericolo dal passato 「最後の鍵? さよならアイ」 – "Peril from the Past"                     | 8 novembre 2000   | 2002     |
| 33 | Maximus 「奪われたプラズマ」 – "Maximus Emerges"                                            | 15 novembre 2000  | 2002     |
| 34 | Il fattore umano 「ブレイブマキシマスの謎」 – "The Human Element"                           | 22 novembre 2000  | 2002     |
| 35 | Il mistero di Ultra Magnus 「ゲルシャークの憂鬱」 – "Mystery of the Ultra Magnus"           | 29 novembre 2000  | 2002     |
| 36 | Scambio di persona 「ブラックコンボイの野望」 – "Mistaken Identity"                         | 6 dicembre 2000   | 2002     |
| 37 | Attacco a sorpresa 「ブレイブマキシマスの起動!」 – "Surprise Attack!"                       | 13 dicembre 2000  | 2002     |
| 38 | La vendetta di Galvatron 「逆襲! デビルギガトロン!」 – "Galvatron's Revenge"                | 20 dicembre 2000  | 2002     |
| 39 | Battaglia finale 「最後の戦い! ファイヤーコンボイ」 – "The Final Battle"                    | 27 dicembre 2000  | 2002     |

## Doppiaggio
| Personaggio        | Doppiatore originale | Doppiatore inglese                 | Doppiatore italiano |
| ------------------ | -------------------- | ---------------------------------- | ------------------- |
| Optimus Prime      | Satoshi Hashimoto    | Neil Kaplan                        | Massimo Lodolo      |
| Megatron/Galvatron | Yōichi Kobiyama      | Daniel Riordan                     | Giorgio Locuratolo  |
| Koji Onishi        | Akiko Kimura         | Jason Spisak                       | Davide Perino       |
| T-AI               | Chieko Higuchi       | Sandy Fox                          | Federica De Bortoli |
| Ultra Magnus       | Takashi Matsuyama    | Kim Strauss                        | Francesco Prando    |
| Omega Prime        | Satoshi Hashimoto    | Daniel Riordan                     | Francesco Prando    |
| Dr. Kenneth Onishi | Shouji Izumi         | Kirk Thornton                      |                     |
| W.A.R.S.           | Riki Kitazawa        | Steve Blum                         | Vittorio Stagni     |
| Sky Byte           | Konta                | Peter Spellos                      | Vittorio Guerrieri  |
| Side Burn          | Punch UFO            | Wally Wingert                      | Francesco Pezzulli  |
| Prowl              | Takayuki Kondō       | Wankus                             | Luigi Ferraro       |
| X-Brawn            | Masahiro Shibahara   | Bob Joles                          | Antonio Angrisano   |
| Wedge              | Yukiko Tamaki        | Michael Reisz                      | Roberto Stocchi     |
| Tow-Line           | Masami Iwasaki       | Lex Lang                           | Oreste Baldini      |
| Slapper            | Ryou Naitou          | Peter Lurie                        | Davide Lepore       |
| Scourge            | Taiten Kusunoki      | Barry Stigler                      | Fabrizio Vidale     |
| Mega-Ottano        | Holly Kaneko         | Bob Papenbrook                     | Gerolamo Alchieri   |
| Movor              | Hidenori Konda       | Robert Axelrod                     | Stefano Mondini     |
| Ruination          | Holly Kaneko         | Bob Papenbrook                     | Stefano Mondini     |
| Hightower          | Masami Iwasaki       | Joe Ochman                         | Manfredi Aliquò     |
| Heavy Load         | Yoshikazu Nagano     | Daran Norris                       | Saverio Indrio      |
| Rail Racer         | Shōji Izumi          | David Lodge                        | Fabrizio Temperini  |
| Dark Scream        | Hiroki Takahashi     | Steve Blum                         | Roberto Draghetti   |
| Kelly              | Chieko Higuchi       | Philece Sampler                    | Laura Lenghi        |
| Dr. Akase          | Eiji Takemoto        | Simon Prescott                     |                     |
| Dr. ssa Bridget    | Mariko Nagahama      | Brianne Siddall                    |                     |
| Carl               | Mariko Nagahama      | Joshua Seth                        | Simone Crisari      |
| Jenny              | Mami Fukai           | Colleen O'Shaughnessey             |                     |
| Dorie Dutton       | Mariko Nagahama      | Tifanie Christun Sandy Fox (ep. 4) |                     |

## Trasmissione Internazionale
| Paese       | Canali                                  |
| ----------- | --------------------------------------- |
| Italia      | Fox Kids, Super 3, Telenuovo, NuovaRete |
| Giappone    | TV Tokyo                                |
| Paesi Bassi | Jetix                                   |
| Croazia     | Nova TV                                 |
| Stati Uniti | Fox Kids                                |
| Russia      | Jetix, Ren TV                           |
| Spagna      | Jetix                                   |
| Francia     | Jetix                                   |
| Polonia     | ZigZap                                  |
| Regno Unito | Fox Kids                                |
| Germania    | Jetix                                   |

## Edizione DVD
L'edizione DVD Italiana della serie è stata edita dalla Stormovie nel 2005 in dischi da quattro episodi. Questa edizione si è interrotta dopo 4 uscite.
Nel 2007, Stormovie pubblicò due film di montaggio della serie, intitolati rispettivamente Transformers: Robots in Disguise - Il film e Transformers: Robots in Disguise - Il film: Capitolo finale. Il primo contiene gli episodi 1, 2, 14, 16 e 19, mentre il secondo è formato dagli episodi 29, 32, 37, 38 e 39, più dei brevi spezzoni degli episodi 30 e 33 come collante. Questo secondo film, tuttavia, contiene dei buchi di trama data l'assenza di scene dagli episodi 34 e 36, che vengono citate nelle battute iniziali dell'episodio 37 in una maniera che può risultare incomprensibile a chi non ha visto la serie completa.
In tutti questi DVD sono presenti le sigle d'apertura e chiusura "Transformers" e "Cybertron" cantate dai Superobots apposta per tale edizione. La sigla strumentale americana usata nelle messe in onda televisive è comunque presente nei contenuti extra, insieme ale sigle Giapponesi di apertura ("Hono no Overdrive - Car Robot Cybertron" di Koji Wada) e di chiusura ("Marionette" di Mami Nishikaku)

## Curiosità
- Nell'edizione inglese, il nome del personaggio di Kelly non viene mai citato nei dialoghi, ed è stato reso noto soltanto da un comunicato stampa che presentava i personaggi. Tuttavia, nel doppiaggio italiano dell'episodio 7 "L'arma Segreta", è Kelly stessa a dire il suo nome in un dialogo.